# Pravinaria leucocarpa
Pravinaria leucocarpa är en måreväxtart som beskrevs av Cornelis Eliza Bertus Bremekamp. Pravinaria leucocarpa ingår i släktet Pravinaria och familjen måreväxter. Inga underarter finns listade i Catalogue of Life.